# Elmar Hillebrand
Pour les articles homonymes, voir Hillebrand.
Elmar Hillebrand, né le 11 octobre 1925 à Cologne et mort le 8 janvier 2016 dans la même ville, est un sculpteur allemand.

## Biographie
Elmar Hillebrand naît le 11 octobre 1925 à Cologne.
Après avoir obtenu son abitur à l'apostelgymnasium en 1943, effectué son service militaire et à avoir été prisonnier de guerre, Elmar Hillebrand est élève de 1946 à 1950 de Joseph Enseling à l'Académie des beaux-arts de Düsseldorf et étudiant en master d'Ewald Mataré, notamment avec Joseph Beuys. Après des études à l'Académie de la Grande Chaumière à Paris auprès d'Ossip Zadkine, des séjours à l'étranger et des voyages (entre autres en Algérie), il expose pour la première fois ses propres œuvres en 1952.
Après avoir travaillé à la Dombauhütte de Cologne, il est nommé professeur en arts plastiques à la faculté d'architecture de l'Université technique de Rhénanie-Westphalie à Aix-la-Chapelle en 1964 (professeur titulaire depuis 1967, professeur émérite depuis 1988). En 1968, avec de nombreux autres professeurs de l'université, il est l'un des signataires du "Manifeste de Marburg", qui constitue un front académique contre l'émergence de la codétermination dans les universités.
Hillebrand créé un certain nombre d'œuvres qui sont placées dans l'espace public, dont la statue dans le hall d'entrée du Vienna International Centre et des statues dans les églises et divers lieux publics en Europe. L'œuvre principale de Hillebrand est le maître-autel de la cathédrale de Cologne. Son travail est également marqué par son engagement dans la reconstruction des églises romanes de Cologne, où il travaille en étroite collaboration avec des architectes tels que Hans Schilling et Gottfried Böhm. Pour Elmar Hillebrand, la collaboration collégiale avec d'autres artistes de l'école de Cologne tels que Theo Heiermann, Jochem Pechau, Hans Karl Burgeff (en), Karl Matthäus Winter, Klaus Balke et d'autres est importante.
Hillebrand vit et travaille à Cologne-Weiß. Son fils Johannes Hillebrand est également sculpteur, son fils Clemens Hillebrand est peintre.
Il meurt le 8 janvier 2016.